# Kirchdorf am Inn
Kirchdorf am Inn, Kirchdorf a.Inn – miejscowość i gmina w Niemczech, w kraju związkowym Bawaria, w rejencji Dolna Bawaria, w regionie Landshut, w powiecie Rottal-Inn. Leży około 21 km na południe od Pfarrkirchen, nad rzeką Inn, przy drodze B12 i linii kolejowej Mühldorf am Inn – Straßwalchen.